# 하이맥스
하이맥스(High-Max, ハイマックス)는 록맨 X에서 나오는 등장인물의 일종이다.

## 소개
록맨 X6에서 등장하며, 성우는 와카모토 노리오.

## 행적
매우 큰 몸집을 하고 있다. 게이트가 제로의 파편을 이용하여 만든 로봇이다. 매우 높은 공격력과 방어력을 지니고 있어서, 엑스와 제로의 그 어떤 기술이 통하지 않는다. 하지만 엄연히 약점은 있어서, 엑스로는 차치샷을 쏜 뒤 얼티메이트 아머 기가어택으로 간단히 쓰러뜨릴 수 있다. 제로로는 블레이즈 히트닉스의 상염산으로 움직임을 봉인 한 뒤 제트 세이버로 공격을 하는 방식으로 반복을 하면서 데미지를 입힌다. 체력이 많이 떨어지게 되면, 스테이지 중앙 가운데로 와서 둥그런 공을 쏘는 방식의 공격을 사용하는데 그때 제트 세이버 난사로 간단히 쓰러뜨릴 수 있다. 게이트 스테이지 2번째의 보스로 등장하며, 전투 시에는 양 옆으로 투명한 벽돌로 방어하고 있는 패턴을 사용한다. 이 하이맥스를 쓰러뜨려야만 다음 스테이지로 넘어가 게이트를 쓰러뜨릴 수 있다.